# Macroregione alpina
La Macroregione alpina, ufficialmente EUSALP (EU Strategy for the Alpine region), è un accordo siglato il 18 ottobre 2013 a Grenoble, Francia tra le varie 48 regioni e province autonome che si trovano attorno alla catena alpina.

## Storia
Il processo di formazione di una strategia macroregionale europea cominciò il 29 giugno 2012, giorno in cui venne sancita ufficialmente a Bad Ragaz, Svizzera, la nascita e l'avviamento dell'iniziativa.
Il 18 ottobre 2013 a Grenoble si sono ritrovati i rappresentanti delle regioni confinanti con la catena e hanno stabilito tre punti fondamentali dell'organizzazione:
- "Developing Alps", Assicurare una crescita sostenibile e promuovere la piena occupazione, la competitività e l'innovazione consolidando e diversificando specifiche attività economiche puntando alla cooperazione tra aree montane e aree urbane
- "Connecting Alps" Promuovere uno sviluppo territoriale basato su una mobilità sostenibile, una rafforzata cooperazione accademica, lo sviluppo di servizi, una politica di trasporti e infrastrutture per la comunicazione

- “Protecting Alps" Promuovere una gestione sostenibile dell'energia e delle risorse naturali e culturali e la protezione ambientale

## Membri
L'EUSALP riguarda 7 nazioni, non tutte membri dell'Unione europea.

### Membri UE
I membri UE con le rispettive suddivisioni di primo livello aderenti all'EUSALP sono 5, con 48 suddivisioni in totale:
| Stati    | Stati               | Regioni                     | Regioni                          |
| -------- | ------------------- | --------------------------- | -------------------------------- |
| Austria  | Austria (bandiera)  | Burgenland                  | Burgenland (bandiera)            |
| Austria  | Austria (bandiera)  | Carinzia                    | Carinzia (bandiera)              |
| Austria  | Austria (bandiera)  | Bassa Austria               | Bassa Austria (bandiera)         |
| Austria  | Austria (bandiera)  | Alta Austria                | Alta Austria (bandiera)          |
| Austria  | Austria (bandiera)  | Salisburghese               | Salisburghese (bandiera)         |
| Austria  | Austria (bandiera)  | Stiria                      | Stiria (bandiera)                |
| Austria  | Austria (bandiera)  | Tirolo                      | Tirolo (bandiera)                |
| Austria  | Austria (bandiera)  | Vorarlberg                  | Vorarlberg (bandiera)            |
| Austria  | Austria (bandiera)  | Vienna                      | Vienna (bandiera)                |
| Francia  | Francia (bandiera)  | Borgogna-Franca Contea      |                                  |
| Francia  | Francia (bandiera)  | Provenza-Alpi-Costa Azzurra |                                  |
| Francia  | Francia (bandiera)  | Alvernia-Rodano-Alpi        |                                  |
| Germania | Germania (bandiera) | Baden-Württemberg           |                                  |
| Germania | Germania (bandiera) | Baviera                     |                                  |
| Italia   | Italia (bandiera)   | Friuli-Venezia Giulia       | Friuli-Venezia Giulia (bandiera) |
| Italia   | Italia (bandiera)   | Liguria                     | Liguria (bandiera)               |
| Italia   | Italia (bandiera)   | Lombardia                   | Lombardia (bandiera)             |
| Italia   | Italia (bandiera)   | Piemonte                    | Piemonte (bandiera)              |
| Italia   | Italia (bandiera)   | Trentino-Alto Adige         | Trentino-Alto Adige (bandiera)   |
| Italia   | Italia (bandiera)   | Valle d'Aosta               | Valle d'Aosta (bandiera)         |
| Italia   | Italia (bandiera)   | Veneto                      | Veneto (bandiera)                |
| Slovenia | Slovenia (bandiera) |                             |                                  |

### Membri extra UE
Gli stati non appartenenti all'UE che aderiscono all'EUSALP sono 2:
| Stati         | Stati                    | Regioni            | Regioni |
| ------------- | ------------------------ | ------------------ | ------- |
| Liechtenstein | Liechtenstein (bandiera) |                    |         |
| Svizzera      | Svizzera (bandiera)      | Appenzello Esterno |         |
| Svizzera      | Svizzera (bandiera)      | Appenzello Interno |         |
| Svizzera      | Svizzera (bandiera)      | Argovia            |         |
| Svizzera      | Svizzera (bandiera)      | Basilea Campagna   |         |
| Svizzera      | Svizzera (bandiera)      | Basilea Città      |         |
| Svizzera      | Svizzera (bandiera)      | Berna              |         |
| Svizzera      | Svizzera (bandiera)      | Friburgo           |         |
| Svizzera      | Svizzera (bandiera)      | Ginevra            |         |
| Svizzera      | Svizzera (bandiera)      | Giura              |         |
| Svizzera      | Svizzera (bandiera)      | Glarona            |         |
| Svizzera      | Svizzera (bandiera)      | Grigioni           |         |
| Svizzera      | Svizzera (bandiera)      | Lucerna            |         |
| Svizzera      | Svizzera (bandiera)      | Neuchâtel          |         |
| Svizzera      | Svizzera (bandiera)      | Nidvaldo           |         |
| Svizzera      | Svizzera (bandiera)      | Obvaldo            |         |
| Svizzera      | Svizzera (bandiera)      | San Gallo          |         |
| Svizzera      | Svizzera (bandiera)      | Sciaffusa          |         |
| Svizzera      | Svizzera (bandiera)      | Soletta            |         |
| Svizzera      | Svizzera (bandiera)      | Svitto             |         |
| Svizzera      | Svizzera (bandiera)      | Ticino             |         |
| Svizzera      | Svizzera (bandiera)      | Turgovia           |         |
| Svizzera      | Svizzera (bandiera)      | Uri                |         |
| Svizzera      | Svizzera (bandiera)      | Vallese            |         |
| Svizzera      | Svizzera (bandiera)      | Vaud               |         |
| Svizzera      | Svizzera (bandiera)      | Zugo               |         |
| Svizzera      | Svizzera (bandiera)      | Zurigo             |         |